# ДДТ
Дихлордифенілтрихлорметилмета́н (скор. ДДТ, повна хімічна назва: 1,1,1-трихлоро-2,2-ди(4-хлорофеніл)етан) — інсектицид, що використовується проти комарів, шкідників бавовнику, соєвих бобів, арахісу. Поширена побутова назва ДДТ—«дуст». Один з небагатьох дійсно ефективних засобів проти сарани. Заборонений для застосування в багатьох країнах через те, що здатний накопичуватися в організмі тварин і людини. Стійкий до розкладання в зовнішньому середовищі.  Особливо згубно діє на розмноження птахів (накопичується в шкаралупі яєць). Незважаючи на це, обмежено застосовувався в СРСР і багатьох інших країнах. 
ДДТ — класичний приклад інсектициду. За нормальних умов це біла кристалічна речовина без смаку і майже без запаху. Вперше синтезований в 1873 році австрійським хіміком Отмаром Цайдлером (нім. Othmar Zeidler), він тривалий час не знаходив застосування, поки швейцарський хімік Пауль Мюллер (нім. Paul Müller) в 1939 році не відкрив його інсектицидні властивості.
ДДТ отримують конденсацією хлоробензену з хлоралем в концентрованій сірчаній кислоті. Він є інсектицидом зовнішньої дії, тобто таким, що викликає смерть при зовнішньому контакті, вражаючи нервову систему комахи.

## Історія
В 1972 році було впроваджено заборону на використання в США.
В 1970-1980-х сільськогосподарське використання було заборонене в більшості розвинених країн світу, спочатку в 1968 в Угорщині, слідом за цим в 1970 в Норвегії і Швеції, тоді в 1972 послідували США і Західна Німеччина. У Великобританії це зробили в 1974 році.
На відміну від Західної Німеччини в НДР його використовували до 1988 року.
В СССР ДДТ вилучили зі списку дозволених препаратів у 1970 році, але його використовували ще до кінця 1980-х років.